# Bob Nell
Bob Nell (* in Montana) ist ein US-amerikanischer Jazzpianist.

## Leben und Wirken
Bob Nell wuchs in Montana auf; zu Beginn seiner Karriere arbeitete er mit Kelly Roberti und Brad Edwards in der Formation The N/R/E Trio, mit dem er regelmäßig im Mittleren Westen der USA und in Kanada auftrat. Gemeinsam begleiteten sie Jazzmusiker wie Eddie Harris, Ray Brown, Woody Shaw, Freddie Hubbard, David Fathead Newman, Bobby Hutcherson, Nat Adderley, Emily Remler, Michele Hendricks, Sonny Fortune und Hank Crawford. Mit Jack Walrath entstand 1989 das Album Injury or Malpractice. Im Bereich des Jazz war er zwischen 1978 und 2002 an 14 Aufnahmesessions beteiligt, u. a. mit Mary Jane Williams, Eden Atwood und Michael Bisio.  Nell arbeitet als Klavierstimmer in Bozeman, Montana.

## Diskographische Hinweise
- Bob Nell Piano & Double Bass Quartet: Chasin' A Classic (Cadence Jazz Records, 1981), mit Kelly Roberti, Michael Bisio, Ray Davis
- Chuck Florence / Bob Nell / Kelly Roberti / Jim Honaker: Montana (Labor, 1982), mit Jack Walrath
- Why I Like Coffee (New World Records, 1991), mit Jack Walrath, Ray Anderson, Kelly Roberti, Brad Edwards
- Soft & Bronze (Plechmo, 2002), mit Michael Bisio, Brad Edwards